# Saturnin Skrzeczyński
Saturnin Skrzeczyński herbu Godziemba (ur. ok. 1810, zm. w 1898 w Lubzinie) – ziemianin, działacz ludowy, uczestnik powstania styczniowego.
Dzierżawca dworu w Lubzinie – Sepnicy. Został skazany na katorgę na Syberii i zesłany do Deurii koło Nerczyńska.
Był członkiem Krajowe Stowarzyszenie Czerwonego Krzyża mężczyzn i dam w Galicii.
Pochowany na cmentarzu parafialnym w Lubzinie.